# Into the Music
Into the Music es el undécimo álbum de estudio del músico norirlandés Van Morrison, publicado por la compañía discográfica Warner Bros. Records en septiembre de 1979. Al igual que en trabajos anteriores, el álbum incluye una variedad de estilos, desde el R&B de Nueva Orleans hasta el soul pasando por el folk celta, con la aportación de varios solos, incluyendo el saxofonista Pee Wee Ellis, la violinista Toni Marcus y los coros de Katie Kisson. Tras su lanzamiento, el álbum fue aclamado como un «retorno» después de dos fracasos comerciales, al alcanzar el puesto veintinuo en la lista británica UK Albums Chart en 1979. 

## Grabación
Into the Music fue grabado a comienzos de 1979 en los Record Plant de Sausalito (California) con Mick Glossop como ingeniero de sonido. Durante la grabación del álbum, uno de los músicos, el trompetista Mark Isham, habló a Morrison sobre Pee Wee Ellis, que vivía cerca. Morrison le llamó al estudio para que hiciera los arreglos de «Troubadours», tras lo cual participó en el resto del álbum. El grupo también incluyó a Toni Marcus en el violín, viola y mandolina, Robin Williamson en la "flauta irlandesa" (penny whistle) en «Rolling Hills» y «Troubadours» y Ry Cooder en la guitarra slide en «Full Force Gale».

## Composición
Morrison compuso gran parte de las canciones estando en la casa de Herbie Armstron en Epwell, Inglaterra, lo cual favoreció que el ambiente quedase reflejado en el espíritu de la música. Durante este tiempo, Van solía caminar por el campo tocando una guitarra mientras componía canciones.
Erik Hage comentó que después de la buena recepción de Wavelength por parte de la prensa musical, Morrison estaba determinado a «volver a algo más profundo, a tomar una vez más la búsqueda de la música espontánea, meditativa y trascendental —música que satisfaciera al otro lado de su naturaleza artística». Morrison comentó sobre el álbum: «Into the Music fue el primer álbum donde sentía, que estoy empezando aquí... El tema de Wavelength, realmente no sentía que fuese yo mismo».
La primera canción, «Bright Side of the Road», obtuvo cierto éxito como sencillo en el Reino Unido al llegar al puesto 63 de las listas de sencillos. El poder curativo de la música fue introducido en la canción «And the Healing Has Begun», algo a lo que recurrió a lo largo de su carrera. No obstante, el tema predominante del álbum fue la celebración del amor y la vida, en canciones como «Troubadours», «Steppin' Out Queen» y «You Make Me Feel So Free». «Troubadours» es una celebración edificante de los cantautores de días ancestrales caminando por antiguas villas «cantando canciones de amor y caballería». Por otra parte, «Rolling Hills» hace referencia directa al cristianismo, a vivir la vida en el Señor y a la lectura de la Biblia. El álbum también intercaló una versión de la canción «It's All in the Game», elegida por Dave Marsh como uno de los 1001 mejores sencillos grabados. La canción fue elegida como cara B de «Cleaning Windows» años más tarde.

## Recepción
Dave Marsh, en el libro The Rolling Stone Album Guide, describió la segunda cara del álbum como «la mejor cara de música que Morrison ha creado desde Astral Weeks». Por otra parte, Jay Cocks, de la revista Rolling Stone, comentó: «Eso es de lo que éste álbum trata, orgulloso y sin disculpas. Resurección. Verdadera esperanza».
Robert Christgau le otorgó una calificación de A y escribió: «La única gran canción del disco es "It's All in the Game", compuesta por el futuro vicepresidente de Calvin Coolidge en 1992. Pero sospecho que es el mejor álbum de Van desde Moondance. Por otra parte, Erik Hage lo definió como «una visión musical plenamente plasmado que a menudo se rinde a los momentos entusiastas de la belleza pura».
Tras el lanzamiento de Into the Music y antes de publicar Common One en 1980, Morrison participó en el Festival de Jazz de Montreux con una gran banda de respaldo y tocó dos canciones del álbum, «Troubadours» y «Angelou». Ambas canciones incluyeron la interacción de Morrison con la sección de metales compuesta por Pee Wee Ellis y Mark Isham. Eric Hage describió esta relación musical entre Morrison y los dos músicos como «simplemente impresionante». El DVD Live at Montreux 1980/1974 incluyó ambas canciones.

## Listas de canciones
Todas las canciones escritas y compuestas por Van Morrison excepto donde se anota. 
| Cara A |                            |          |  |
| N.º    | Título                     | Duración |  |
| 1.     | «Bright Side of the Road»  | 3:47     |  |
| 2.     | «Full Force Gale»          | 3:14     |  |
| 3.     | «Steppin' Out Queen»       | 5:28     |  |
| 4.     | «Troubadours»              | 4:41     |  |
| 5.     | «Rolling Hills»            | 2:53     |  |
| 6.     | «You Make Me Feel So Free» | 4:09     |  |

| Cara B |                                       |                            |          |  |
| N.º    | Título                                | Escritor(es)               | Duración |  |
| 1.     | «Angelou»                             |                            | 6:48     |  |
| 2.     | «And the Healing Has Begun»           | Charles Dawes, Carl Sigman | 7:59     |  |
| 3.     | «It's All in the Game»                |                            | 4:39     |  |
| 4.     | «You Know What They're Writing About» |                            | 6:10     |  |

| Temas extra (reedición de 2008 |                                         |          |  |
| N.º                            | Título                                  | Duración |  |
| 11.                            | «Steppin' Out Queen» (Toma alternativa) | 7:00     |  |
| 12.                            | «Troubadours» (Toma alternativa)        | 5:30     |  |

## Personal
Músicos
- Van Morrison: guitarra, armónica y voz
- John Allair: órgano
- Herbie Armstrong: guitarra y coros
- Ry Cooder: guitarra slide
- Pee Wee Ellis: saxofón tenor y arreglos de vientos
- David Hayes: bajo
- Zakir Hussain: tabla
- Mark Isham: trompeta, fliscorno, trompeta piccolo y arreglos de vientos
- Mark Jordan: piano
- Katie Kissoon: coros
- Toni Marcus: mandolina, violín y viola
- Peter Van Hooke: batería
- Robin Williamson: tin whistle
- Kurt Wortman: batería

Equipo técnico
- Mick Glossop: productor musical, grabación y mezclas
- Alex Cash y Leslie Ann Jones: ingeniero de sonido

## Posición en listas
| País           | Lista                    | Posición |
| -------------- | ------------------------ | -------- |
| Estados Unidos | Billboard 200            | 43       |
| Noruega        | Norwegian Albums Chart   | 16       |
| Nueva Zelanda  | New Zealand Music Charts | 13       |
| Países Bajos   | Mega Albums Top 100      | 33       |
| Reino Unido    | UK Albums Chart          | 21       |

| Sencillo                  | País           | Lista             | Posición |
| ------------------------- | -------------- | ----------------- | -------- |
| «Bright Side of the Road» | Estados Unidos | Billboard Hot 100 | 110      |
| «Bright Side of the Road» | Reino Unido    | UK Singles Chart  | 63       |

## Certificaciones
| Fecha               | País        | Organismo certificador | Certificación | Ventas certificadas |
| ------------------- | ----------- | ---------------------- | ------------- | ------------------- |
| 18 de enero de 1984 | Reino Unido | BPI                    | Plata         | 60 000              |